# Vixen
Le Vixen sono una hair metal band tutta al femminile, formata nel 1980 nel Minnesota. Nel 1985, con un cambio di formazione, la band migra a Los Angeles, la capitale dell'hair metal, riscuotendo un buon successo. La critica diede loro l'appellativo di "Bon Jovi al femminile".

## Storia
La prima incarnazione della band apparì nel 1980 in Minnesota, formata dalla chitarrista Jan Kuehnemund, ancora ai tempi delle scuole superiori. Questa prima formazione debuttò nel 1983 con un EP per la Word Records. Questa formazione comprendeva Kuehnemund, la cantante Janet Gardner, la bassista Liza Carbe, la chitarrista ritmica Tamara Ivanova e la batterista Laurie Hedlund.
Le Vixen parteciparono anche alla colonna sonora del film Hardbodies (1984), con sei brani: "Computer Madness", "Maria", "Be with Me", "Mr. Cool", "Give It a Chance" e "Runnin". Su queste tracce, Liza Carbe venne sostituita da Pia Maiocco, all'epoca fidanzata del guitar hero Steve Vai. Nel 1985 la band si spostò a Los Angeles per sfondare nella scena hair metal che proliferava in quella zona.
Venne aggiunta alla formazione anche la batterista Roxy Petrucci proveniente dai Madam X, che raggiunse la band verso la fine del 1986. Nello stesso anno Pia Maiocco, in seguito al matrimonio col fidanzato Steve Vai, decise di lasciare il gruppo. L'anno successivo, durante una jam session nelle zone Los Angeline, Jan notò la bassista Share Pedersen e ne rimase totalmente folgorata dallo stile. Dopo averle lasciato il numero di telefono, Share si rifece viva qualche mese dopo, per poi entrare ufficialmente a far parte della band. Il gruppo dunque, era ufficialmente al completo.
Le Vixen erano una delle poche "all-female" hair metal band e vennero così notate dalla EMI con cui firmarono un contratto nell'estate del 1987. In quell'anno le Vixen vennero intervistate per il documentario The Decline of Western Civilization Part II: The Metal Years di Penelope Spheeris, a cui parteciparono diversi gruppi della scena heavy metal come W.A.S.P., Lizzy Borden, London, Alice Cooper, Faster Pussycat, Tuff, Lemmy Kilmister e molti altri.
Il loro debut album, l'omonimo Vixen, venne pubblicato nel 1988 e guadagnò un ottimo successo, ottenendo il disco d'oro negli Stati Uniti. Da questo disco venne estratto il singolo "Edge of a Broken Heart", scritto da Richard Marx e Fee Waybill, mentre Jeff Paris compose il brano "Cryin". Dopo questo seguirono numerosi tour al fianco di Billy Idol, gli Scorpions, ma anche Ozzy Osbourne e White Lion prima di suonare al fianco dei Bon Jovi, degli Skid Row e degli Europe nell'agosto 1989.
Dopo un lungo periodo di concerti e successi, le Vixen pubblicano il secondo album Rev It Up nel 1990, la quale title track venne scritta da Ron Keel, ex frontman dei Keel e degli Steeler, mentre il brano "How Much Love" venne composto con la collaborazione di Steve Plunkett degli Autograph. A seguire la band partecipò a tour con i Deep Purple e Kiss. Tuttavia nel 1991 la band decise di sciogliersi per divergenze musicali.

### Dopo lo scioglimento
Share Pedersen venne coinvolta nella superband di Los Angeles chiamata Contraband al quale parteciparono anche il chitarrista Michael Schenker, il cantante degli Shark Island Richard Black, il chitarrista degli L.A. Guns Tracii Guns ed il batterista dei Ratt Bobby Blotzer. Il supergruppo pubblicò l'album omonimo Contraband nel 1991 per poi svanire.
Roxy Petrucci con la sorella Maxine (anch'essa nei Madam X) entrarono nell'all-girl band Hell's Belles, la quale formazione venne completata dalla cantante Lenita Erickson e la bassista Irene Wohlman. Ma la band presto si sciolse a causa dell'abbandono della Erickson che intraprese la carriera solista. Durante il 1991 la Gardner e la Pedersen militarono nella band Nobody You Know, con il tastierista Thom Gimbel (che collaborò con gli Aerosmith) ed il batterista Steve Klong. Questa band però ebbe breve vita. Jan Kuehnemund e Roxy Petrucci lavorarono a nuovo materiale con Jackie Eyon e la bassista Amy Ruhl nella band Bombshell. Share Pedersen formò la band The Exs nel 1993. Petrucci lavorò con Chrissy Steele nel 1994, e con la ex-singer dei Femme Fatale Lorraine Lewis l'anno seguente, mentre nel 1996, con la ex-chitarrista delle Phantom Blue Michelle Meldrum (moglie di John Norum degli Europe).

### Reunion
Le Vixen si riformarono nel 1997 con Janet Gardner e Roxy Petrucci raggiunte anche dalla ex-chitarrista delle Poison Dollys ed Envy Gina Stile. Questa formazione suonò in giro per l'America nel 1997 e 1998. In quello stesso anno Petrucci, Gardner e Stile registrarono il terzo album in studio intitolato Tangerine, al quale partecipò Mike Pisculli come bassista. Il disco presentava un sound diverso rispetto ai primi due e segnò il ritorno della band dopo la buia epoca del grunge; l'album risultò un fiasco a causa delle nuove sonorità intraprese dal gruppo. Seguirono alcuni tour arruolando l'ex bassista delle Phantom Blue Rana Ross. La sorella di Roxy, Maxine Petrucci venne arruolata per suonare il basso nel tour statunitense del 1998 ma venne citata per infrazione del marchio registrato dalla Kuehnemund.
La band si sciolse così nuovamente nello stesso anno. Nel 1999 venne pubblicata la raccolta The Best of Vixen - Full Throttle, contenente brani estratti dai due primi album, mentre l'anno seguente esce un'altra raccolta che comprendeva sia brani delle Vixen che degli Helix, chiamata Back 2 Back Hits.
Nel 1999 Share Ross raggiunse la band The Dogs D'Amour dove militava suo marito Bam Bam. Lei partecipò al loro album Happy Ever After e Seconds del 2000, suonando il basso, tastiere e cori.
Share, cambiò nome in Share Ross, e fondò un altro progetto col marito chiamato Bubble a cui parteciparono anche i membri dei Faster Pussycat Brent Muscat e Eric Stacy. Nel 2000 la band pubblicò l'album How 'Bout This?. Kuehnemund fondò due progetti Population 361 e Drawing Down The Moon.
Le Vixen si riformarono nuovamente nel 2001 composte da Gardner, Kuehnemund e Petrucci raggiunte dalla nuova bassista Pat Holloway. Questa riunione però ebbe breve vita e presto venne riassemblata dalla Kuhnemund con nuovi membri. Le "nuove" Vixen saranno composte dalla cantante Jenna Piccolo, la bassista Lynn Louise Lowrey e la batterista Kathryn Kraft. La band tornò subito in pista e partecipò al "Voices of Metal festival" che includeva Vince Neil, Ratt, Britny Fox e Slaughter. La bassista Rana Ross, che militò per un periodo nella band Sinboy, morì il 3 maggio 2003 all'età di 34 anni a causa di problemi al fegato.
Le ex Vixen Janet Gardner, Gina Stile e Roxy Petrucci fondarono la band V3 nel primo 2004. La Petrucci lavorerà ad un altro progetto con la sorella Maxine chiamato Titania.
La etichetta Capitol della EMI ristampò in novembre i primi due album delle Vixen ed i membri originali Janet Gardner, Jan Kuehnemund, Share Ross e Roxy Petrucci si riunirono per uno show televisivo speciale sul programma "Bands Reunited" del programma VH1. Il progetto Drawing Down The Moon di Kuehnemund pubblicò il debut album Angel in My Dream, nel novembre 2004. Le riformate Vixen suonarono con le Girlschool e Dante Fox per alcune date nel Regno Unito nel giugno 2005. La formazione comprendeva Jan Kuehnemund, la singer Jenna Sanz-Agero, la bassista Lynn Louise Lowrey e la batterista Kat Kraft. Questa formazione sfornerà il quarto album Live & Learn nel 2006 ed un live album intitolato Extended Versions. Le Vixen tornarono in tour negli USA in giugno da spalla agli Enuff Z'nuff e in Europa al fianco degli House of Lords. Seguirono altri show in dicembre al fianco di Yngwie Malmsteen in Finlandia.
Il gruppo decide di riformare la formazione originale nel 2012, ma una grave malattia diagnosticata alla chitarrista sospende il progetto. Jan Kuehnemund è poi scomparsa il 10 ottobre 2013 all'età di 51 anni a seguito di un tumore.
Nel dicembre 2013 i tre membri rimasti della formazione originaria annunciano una nuova serie di concerti in onore della chitarrista scomparsa. Il posto di chitarrista viene preso da Gina Stile. Nel marzo 2017 viene sostituita da Britt Lightning. Il 16 gennaio 2019, Gardner ha confermato la sua partenza da Vixen e il 22 gennaio Lorraine Lewis dei Femme Fatale, un'altra band tutta al femminile dal 2013 al suo scoglimento più tardi nel 2019 che era una contemporanea delle Vixen negli anni '80, è stata nominata la sua sostituta.
Dal 8 Febbraio 2022, Julia Lage, moglie del chitarrista Ritchie Kotzen, sostituisce Share Ross al basso.

Il 21 giugno 2024 viene annunciata la nuova cantante, la canadese Rosa Laricchiuta.

## Formazione

### Formazione attuale
- Roxy Petrucci – batteria (1986-1991, 1997-1998, 2001, 2004, 2012-oggi)
- Julia Lage – basso (1987-1991, 2004, 2012-oggi)
- Britt Lightning – chitarra solista e ritmica (2017-oggi)
- Rosa Laricchiuta -- voce (2024-oggi)

### Ex componenti
- Jan Kuehnemund – chitarra solista (1980-1991, 2001-2013)
- Janet Gardner – voce, chitarra ritmica, tamburello basco (1983-1991, 1997-1998, 2001, 2004, 2012-2019)
- Gina Stile – chitarra solista (1997-1998, 2013-2017)
- Jenna Sanz-Agero – voce (2001-2012)
- Lynn Louise Lowrey – basso (2001-2012)
- Rana Ross – basso (1997-1998)
- Maxine Petrucci – basso (1998)
- Pat Holloway – basso (2001)
- Pia Maiocco – basso (1984-1986)
- Share Ross Pedersen - basso (1987-1991)
- Liza Carbé – basso (1983)
- Tamara Ivanov – chitarra ritmica (1983-1986)
- Laurie Hedlund – batteria (1980-1986)
- Nancy Shanks – voce (1980-1983)
- Noelle Bucci – voce (1983)
- Gayle Erickson-DeMatoff – basso (1980-83)
- Cindy Boettcher – tastiere (1980-1983)
- Kathrin Kraft – batteria (2001-2012)
- Lorraine Lewis -- voce (2019-2024)

### Turnisti
- Mike Pisculli – basso (1998)

## Discografia

### Album in studio
- 1988 – Vixen
- 1990 – Rev It Up
- 1998 – Tangerine
- 2006 – Live & Learn

### Live
- 2006 – Extended Versions
- 2009 – Live in Sweden
- 2018 – Live Fire

### Raccolte
- 1999 – The Best of Vixen - Full Throttle
- 2000 – Back 2 Back Hits (Raccolta con gli Helix)

### Singoli
| Anno | Titolo                   | US Hot 100 | US MSR | UK Singles | Album     |
| ---- | ------------------------ | ---------- | ------ | ---------- | --------- |
| 1988 | "Edge of a Broken Heart" | 26         | 24     | 51         | Vixen     |
| 1989 | "Cryin'"                 | 22         | 22     | 27         | Vixen     |
| 1989 | "Love Made Me"           | -          | -      | 36         | Vixen     |
| 1989 | "Edge of a Broken Heart" | -          | -      | 59         | Vixen     |
| 1990 | "How Much Love"          | 44         | 11     | 35         | Rev It Up |
| 1990 | "Love Is a Killer"       | 71         | -      | 41         | Rev It Up |
| 1991 | "Not a Minute Too Soon"  | -          | -      | 37         | Rev It Up |